# プブリウス・センプロニウス・ソプス (紀元前268年の執政官)
プブリウス・センプロニウス・ソプス（ラテン語: Publius Sempronius Sophus）は共和政ローマのプレプス（平民）出身の政務官。紀元前268年に執政官（コンスル）、紀元前252年に監察官（ケンソル）を務めた。

## 出自
ソプスが属するセンプロニウス氏族はプレプスではあるが、同名の父であるプブリウス・センプロニウス・ソプスが紀元前304年に氏族として最初の執政官に就任している。カピトリヌスのファスティによれば、祖父のプラエノーメン（第一名、個人名）もプブリウスであった。

## 経歴
ソプスに関する記録が最初に現れるには、紀元前268年に執政官に就任したときである。同僚執政官はパトリキ（貴族）出身のアッピウス・クラウディウス・ルッススであったが、任期満了前に死亡している。
両執政官に課せられた主な任務は、前年に発生したピケヌム（en）の反乱の鎮圧であった。いくつかの資料では、両執政官は合同してピケヌムに勝利し、合同凱旋式を実施したとされる。他方、軍を率いたのはソプスのみであったとする資料もある。ドイツの学者フリードリッヒ・ミュンツァー（en、1868年 – 1942年）は、エウトロピウス（320年頃 ‐ 4世紀末）の説が最も信頼性が高いとしているが、この勝利の最大の貢献者はソプスであるとも述べている。決戦の前には地震が起こり、戦いも凄惨なものとなり、生き残ったローマ兵は僅かであった。フローラス（en、74年 – 130年頃）によれば、ソプスは地震を鎮め、大地の女神テルースのために神殿を建立することを誓った。セクストゥス・ユリウス・フロンティヌスも同じ話を述べているが、ローマ軍の司令官を間違ってティベリウス・センプロニウス・グラックスであったとしている。
同年（紀元前268年）にアリミヌム（現在のリミニ）とベネウェントゥム（現在のベネヴェント）に植民都市が建設され、サビニ人に対して選挙権が与えられた。
紀元前252年に監察官に就任。同僚監察官はマニウス・ウァレリウス・マクシムス・メッサッラであった。両監察官は、16人の議員を元老院から追放し、カルタゴとの戦争中であるにもかかわらず訓練を行ったとして、シケリア（シチリア）に駐屯していた400人のエクィテス（騎士階級）を降格した。任期中に実施した国勢調査によると、ローマの人口（徴兵対象人口）は297,797であった。
私生活においても、ソプスは監察官としてと同じように厳しかった。妻が告別競技会（故人を讃えて実施される競技会）を観戦した（あるいはソプスに知らせることなく観戦した）という理由で離婚している。おそらく、これは紀元前264年にマルクス・ユニウス・ブルトゥスとデキムス・ユニウス・ペラの兄弟が父の葬儀に際してフォルム・ボアリウムで開催した最初の剣闘士試合の際の話と思われる。

## 参考資料

### 古代資料
- Lucius Annie Flor. Epitomes / / Small Roman historians. - M .: Ladomir, 1996. - 99-190 p. - ISBN 5-86218-125-3 .
- Valery Maxim. Memorable acts and sayings. - St. Petersburg. : Publishing house of St. Petersburg State University, 2007. - 308 p. - ISBN 978-5-288-04267-6 .
- Valery Maxim. Memorable acts and sayings. - St. Petersburg. , 1772. - T. 2. - 520 s.
- Wellay Paterkul . Roman History // Small Roman Historians. - M .: Ladomir, 1996. - P. 11-98. - ISBN 5-86218-125-3 .
- Eutropius. Breviary of Roman history. - St. Petersburg. , 2001. - 305 p. - ISBN 5-89329-345-2 .
- Titus Livy. The history of Rome from the founding of the city. - M .: Science, 1994. - T. 3. - 768 p. - ISBN 5-02-008995-8 .
- Pavel Oroziy . History against the Gentiles. - St. Petersburg. : Publishing house of Oleg Abyshko, 2004. - 544 p. - ISBN 5-7435-0214-5 .
- Plutarch . Roman issues // Table Talk. - L .: Science, 1990. - P. 180-222. - ISBN 5-02-027967-6 .
- Sextus Julius Frontin. Military tricks . The site "ХLegio". Checked 9 January 2017.
- Fasti Capitolini . The site "History of Ancient Rome". Checked 9 January 2017.

### 研究書
- Broughton R. Magistrates of the Roman Republic. - New York, 1951. - Vol. I. - P. 600.
- Münzer F.  Sempronius // Paulys Realencyclopädie der classischen Altertumswissenschaft . - 1923. - Bd. II, 2.-S. 1359-1360.
- Münzer F.  Sempronius 85 // Paulys Realencyclopädie der classischen Altertumswissenschaft . - 1923. - Bd. II, 2. - S. 1438-1439.
- Münzer F.  Sempronius 86 // Paulys Realencyclopädie der classischen Altertumswissenschaft . - 1923. - Bd. II, 2.-S. 1439.